# 크레이그 고든
크레이그 싱클레어 고든(Craig Sinclair Gordon, 1982년 12월 31일 ~ )은 스코틀랜드 축구 국가대표팀과 하트 오브 미들로디언에서 골키퍼로 뛰고 있는 스코틀랜드의 축구 선수이다.